# Vallées-en-Champagne
Vallées-en-Champagne es una comuna nueva francesa situada en el departamento de Aisne, de la región de Alta Francia.

## Historia
Fue creada el 1 de enero de 2016, en aplicación de una resolución del prefecto de Aisne de 23 de noviembre de 2015 con la unión de las comunas de Baulne-en-Brie, La Chapelle-Monthodon y Saint-Agnan, pasando a estar el ayuntamiento en la antigua comuna de Baulne-en-Brie.

## Demografía
| Gráfica de evolución demográfica de Vallées-en-Champagne entre 1800 y 2013 |
|                                                                            |

Los datos entre 1800 y 2013 son el resultado de sumar los parciales de las tres comunas que forman la nueva comuna de Vallées-en-Champagne, cuyos datos se han cogido de 1800 a 1999, para las comunas de Baulne-en-Brie, La Chapelle-Monthodon y Saint-Agnan de la página francesa EHESS/Cassini. Los demás datos se han cogido de la página del INSEE.

## Composición
| Comuna delegada       | Código INSEE | Población (2013) | Superficie (km²) | Densidad (hab./km²) |
| --------------------- | ------------ | ---------------- | ---------------- | ------------------- |
| Baulne-en-Brie        | 02053        | 259              | 18.89            | 14                  |
| La Chapelle-Monthodon | 02161        | 190              | 14.28            | 13                  |
| Saint-Agnan           | 02669        | 108              | 8.07             | 13                  |